# Шмидт, Элли
Элли Шмидт (нем. Elli Schmidt; 9 августа 1908, Берлин — 30 июня 1980, Восточный Берлин) — немецкий политик, кандидат в члены Политбюро ЦК СЕПГ, председатель Демократического женского союза Германии.

## Биография
Элли Шмидт родилась в берлинском рабочем районе Веддинг в семье полицейского. Окончив народную школу, в 1922—1926 годах обучалась швейному делу и до 1932 года работала по профессии. В 1926 году вступила в рабочее спортивное объединение «Фихте», в 1927 году — в Коммунистический союз молодёжи Германии и Коммунистическую партию Германии. Входила в большой состав окружного руководства КПГ в Берлине и Бранденбурге. В 1932—1934 годах обучалась в Международной ленинской школе Коммунистического интернационала в Москве. До 1937 года находилась в Германии и работала на нелегальном положении инструктором профсоюзов в округе Нижний Рейн. В 1935—1946 годах являлась единственной женщиной в составе ЦК КПГ. В 1937—1940 годах работала в руководстве КПГ в Праге и Париже, позднее эмигрировала в СССР, где под псевдонимом Ирена Гертнер готовила передачи для женщин на Немецком народном радио и участвовала в работе Национального комитета «Свободная Германия».
По возвращении в Германию в 1945 году Шмидт как член ЦК КПГ в июне 1945 года подписала воззвание КПГ. Возглавляла женский комитет магистрата Большого Берлина. В 1945—1946 годах входила в состав правления КПГ в Большом Берлине. После объединения СДПГ и КПГ в СЕПГ стала членом СЕПГ. В 1946—1953 годах входила в состав Правления, позднее ЦК и Центрального секретариата СЕПГ. До 1948 года являлась депутатом городского собрания Берлина. С апреля 1946 по май 1949 года вместе с Кете Керн возглавляла женский секретариат СЕПГ.
В 1947 года вошла в состав правления Демократического женского союза Германии, в 1948 году стала первым председателем его берлинского отделения и в 1949 году возглавила ДЖСГ. Член Исполнительного комитета Международной демократической федерации женщин, в 1950—1954 годах избиралась депутатом Народной палаты ГДР. В 1950 году стала кандидатом в члены Политбюро ЦК СЕПГ.
В 1953 году за жёсткую критику деятельности Вальтера Ульбрихта и поддержку Вильгельма Цайссера и Рудольфа Гернштадта была освобождена от должностей в СЕПГ и ДЖСГ, в 1954 году получила партийное взыскание и была исключена из состава ЦК СЕПГ. До 1967 года занимала должность директора Института культуры одежды, впоследствии Немецкого института моды. ЦК СЕПГ реабилитировал Шмидт 29 июля 1956 года. До 1949 года была замужем за Антоном Аккерманом. Похоронена на Центральном кладбище Фридрихсфельде.